# KKCP 90's〜TOUR 2023 Live at Spotify O-EAST〜
『KKCP 90's〜TOUR 2023 Live at Spotify O-EAST〜』は、2023年12月10日に追加公演としてSpotify O-EASTで行われたライブ「KYOKO KOIZUMI CLUB PARTY 90's」を完全収録した小泉今日子の映像作品。初回生産限定盤Blu-ray&DVDと、これらに通常盤CDを加えた完全生産限定盤がリリースされた。

## Blu-ray&DVD

### 収録曲
1. 水のルージュ
2. DRIVE
3. CDJ
4. Moon Light
5. BEAUTIFUL GIRLS
6. for my life
7. オトコのコ オンナのコ
8. バンプ天国
9. 東京ディスコナイト
10. 女性上位万歳
11. キスを止めないで
12. LOVE SHELTER
13. La La La…
14. この涙の谷間
15. Fade Out
16. あなたに会えてよかった
17. カントリー・リビング

### 初回生産限定盤特典
1. ライブフォトブック（36P）付三方背ケースデジパック仕様

## SHM-CD

### 収録曲
- Disc 1
  1. 水のルージュ
  2. DRIVE
  3. CDJ
  4. Moon Light
  5. BEAUTIFUL GIRLS
  6. for my life
  7. オトコのコ オンナのコ
  8. バンプ天国
  9. 東京ディスコナイト
  10. 女性上位万歳
- Disc 2
  1. キスを止めないで
  2. LOVE SHELTER
  3. La La La…
  4. この涙の谷間
  5. Fade Out
  6. あなたに会えてよかった
  7. カントリー・リビング